# NGC 6608
NGC 6608 é uma galáxia espiral (Scd) localizada na direcção da constelação de Draco. Possui uma declinação de +61° 17' 55" e uma ascensão recta de 18 horas, 12 minutos e 29,2 segundos.
A galáxia NGC 6608 foi descoberta em 4 de Agosto de 1883 por Lewis A. Swift.